# 禮薩·巴列維
禮薩·巴勒維（波斯語：شاهزاده رضا پهلو，羅馬化：Reza Pahlavi，1960年10月31日—）是伊朗巴列維王朝沙阿（國王）穆罕默德-禮薩·巴勒維和法拉赫·巴勒維皇后的長子，也是伊朗末代王储。他的支持者稱他為沙阿禮薩·沙二世，但他本人平日較為低調，不願如此自稱。

## 生平

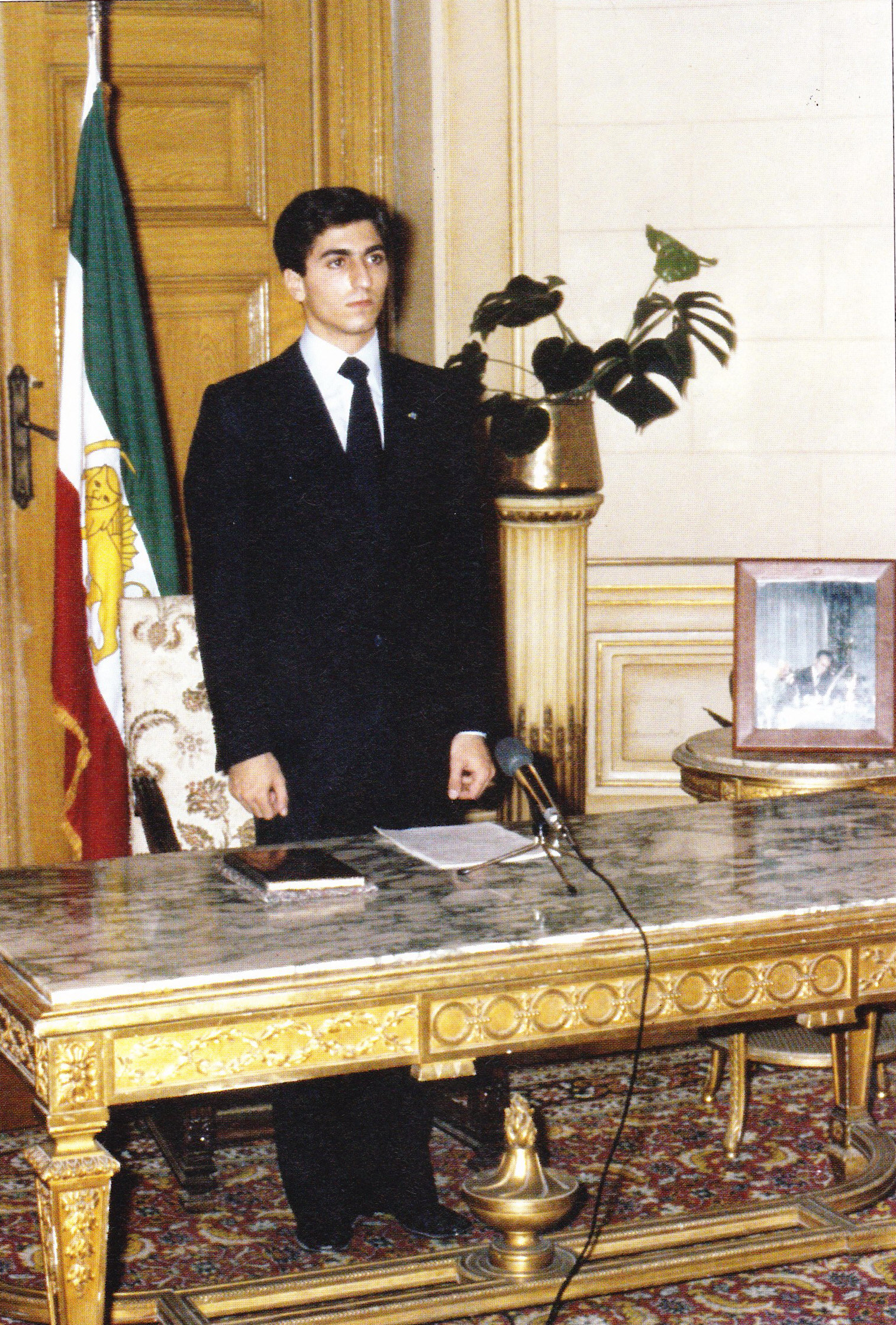
1980年，禮薩·巴勒維在埃及開羅宣誓即位為伊朗新任沙王

1978年，禮薩赴美國留學。他在德克萨斯州里斯空軍基地學習飛行，後就讀馬薩諸塞州威廉斯敦的威廉姆斯學院，最後在南加州大學獲得政治學學位。
1979年伊朗伊斯蘭革命後，禮薩曾先後流亡摩洛哥和埃及，1984年起定居美國。2013年建立伊朗全国委员会。

## 家族
禮薩·巴勒維於1986年6月12日迎娶Yasmine Etemad Amini，兩人生有三個女兒。目前全家住在美國馬里蘭州的波托馬克。
他的兄弟姐妹包括：
- 異母姐沙赫娜茲·巴列維公主（1940年－）
- 妹妹法拉納茲·巴列維公主（1963年－）
- 弟弟阿里-禮薩·巴勒維（英语：Ali_Reza_Pahlavi_(born_1966)）王子（1966年－2011年），因無法克服長期性憂鬱症而自殺身亡。
- 妹妹勒伊拉·巴列維公主（1970年－2001年），2001年死於用藥過量。

## 外部連結
- 禮薩·巴列維網站 （页面存档备份，存于）
- 禮薩·巴列維的X（前Twitter）
- 巴列維王朝網站 （页面存档备份，存于）